# Alejandro Martínez (argentyński piłkarz)
Silvio Alejandro Martínez (ur. 16 kwietnia 1997 w González Catán) – argentyński piłkarz występujący na pozycji lewego pomocnika, od 2024 roku zawodnik Talleres.